# Calostemma abdicatum
Calostemma abdicatum là một loài thực vật có hoa trong họ Amaryllidaceae. Loài này được P.J.Lang mô tả khoa học đầu tiên năm 2008.